# اولاد بوعلی لواد
اولاد بوعلی لواد (به فرانسوی: Oulad Bouali Loued) یک منطقهٔ مسکونی در مراکش است که در استان قلعه سراغنه واقع شده‌است. اولاد بوعلی لواد ۶٬۰۳۱ نفر جمعیت دارد.